# Новознаменка (Курьинский район)
Новознаменка — посёлок в Курьинском районе Алтайского края. Входит в Краснознаменский сельсовет.

## География
Расположен на правом берегу Локтевки напротив села Краснознаменка, в 6-7 км к северу от Курьи и в 213 км к юго-западу от Барнаула. Через посёлок протекает река Грязнуха.
Имеется мост через Локтевку, в 1,6 км к западу от него (с другой стороны Краснознаменки) проходит автодорога Поспелиха —  Курья (на Усть-Каменогорск), а также местная дорога, ведущая на север к посёлку Краснознаменскому.

## История
Основан в 1923 г. В 1928 г. посёлок Ново-Знаменский состоял из 43 хозяйств, основное население — русские. В составе Краснознаменского сельсовета Курьинскогоского района Рубцовского округа Сибирского края.
Активная жизнь поселка пришлась на годы советской власти. В 1926 году в поселке Новознаменка проживало 386 человек в 60 домохозяйствах, была начальная школа, библиотека.
В 1954 году на Алтай осваивать целинные земли приехала молодежь, поселок расширился, более 200 человек пополнили ряды колхозников совхоза «Краснознаменский», в котором трудились и жители поселка Новознаменка. С приходом перестройки в начале 21 века хозяйство пришло в упадок, молодежь более активно уезжает из села в город. В 2018 году в поселке осталась одна улица — Новознаменская.

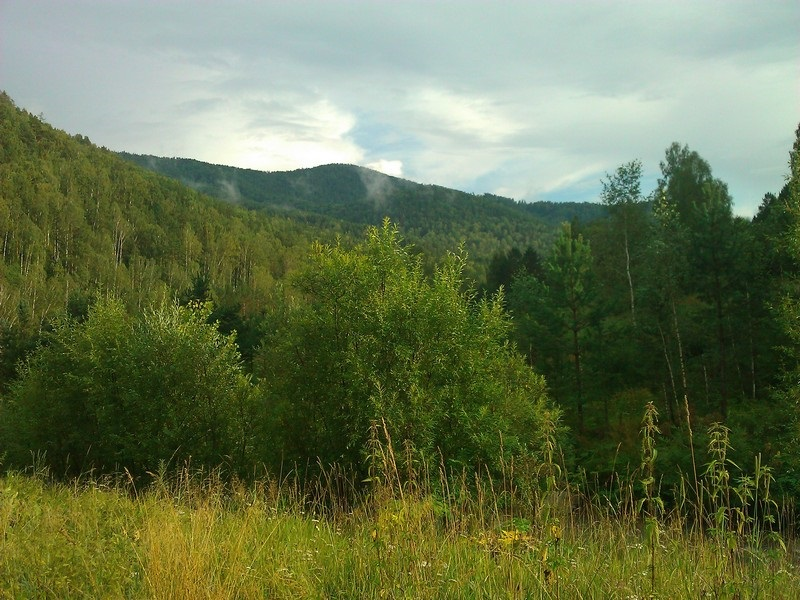
Предгорный пейзаж Алтая

## Население
| 1997 | 1998 | 1999 | 2000 | 2001 | 2002 | 2003 |
| ---- | ---- | ---- | ---- | ---- | ---- | ---- |
| 79   | ↗81  | ↘72  | ↗80  | ↘73  | ↘70  | →70  |
| 2004 | 2005 | 2006 | 2007 | 2008 | 2009 | 2010 |
| ↘63  | ↘62  | ↘57  | ↗60  | ↘55  | ↗56  | ↘46  |
| 2011 | 2012 | 2013 |      |      |      |      |
| ↘43  | ↘41  | →41  |      |      |      |      |

## Радиационное загрязнение
Территория посёлка подверглась радиационному воздействию в годы испытания ядерных установок на Семипалатинском полигоне. Согласно Указу Президента РФ «О социальной защите граждан, подвергшихся радиационному воздействию вследствие ядерных испытаний на Семипалатинском полигоне» 29 августа 1949 года и 7 августа 1962 года, жители села признаны подвергшимися радиационному воздействию. Всем проживавшим в этот период в данном регионе выдается удостоверение, подтверждающее льготы на компенсации и льготы, предусмотренные Указом Президента РФ.